# Laskowicze (gmina w powiecie mozyrskim)
Laskowicze – dawna gmina wiejska funkcjonująca pod zwierzchnictwem polskim w latach 1919–1920 na obszarze tzw. administracyjnego okręgu brzeskiego. Siedzibą władz gminy były Laskowicze.
Początkowo gmina należała do powiatu mozyrskiego w guberni mińskiej. 6 listopada 1919 gmina wraz z powiatem mozyrskim została włączona do administrowanego przez Zarząd Cywilny Ziem Wschodnich okręgu brzeskiego. Po wytyczeniu granicy wschodniej gmina znalazła się poza terytorium II Rzeczypospolitej.